# نوئل ام. اسمیت
نوئل مِـیسون اسمیت (انگلیسی: Noel Mason Smith؛ ‏ ۲۲ مهٔ ۱۸۹۵ – ۲۰ سپتامبر ۱۹۵۵) فیلم‌نامه‌نویس و کارگردان فیلم اهل ایالات متحده آمریکا بود.
از فیلم‌هایی که وی در آن نقش داشته‌است، می‌توان به تندرست و شاد، کید اسپید، دوست پسرش، مدل‌ها و همسران، دختری در لیموزین، برد پرزحمت، مستخدمه و پارچه کتانی، دندان‌پزشکان و بانوان، سرپیشخدمت، عزیزان دل و سوئیچ بمب، هالوها و یاوه‌سرایی‌هایشان، ناشی‌ها و خرابکاری‌ها، خپله و کشمکش‌ها و تامال و دختران نانجیب اشاره کرد.